# Фарида Меричан
Фарида Мерикан (малайск.  Faridah Merican) (25.10.1939, Пинанг) — театральная актриса и режиссёр Малайзии, создатель первого профессионального театра в стране.

## Краткая биография
Родилась в семье школьного учителя — индийского мусульманина (мамака). Была младшей из семи детей. Окончила среднюю школу Св. Георгия в Пинанге (1957), педагогический колледж в Кота-Бару (Келантан) (1959), учительский институт в Куала-Лумпуре (1961). В 1985 году по гранту Британского совета прослушала краткосрочный курс по режиссуре в Мидлсекском университете (Англия).
Рабочую карьеру начала учителем в школе в Куала-Лумпуре (1960—1965), затем работала на малайзийском радио, с 1969 г. — в рекламной компании «Огиви&Матер».

## Театральная деятельность
Интерес к театру проявила ещё в школе. Начиная с 1960-х годов она — участница многих самодеятельных театральных групп, в том числе под руководством Тун Сеида Алви (Сеид Хассан), Рахима Разали, Кришена Джита, Тан Джин Хора, Джона Мачадо. В начале 1980-х гг. выступила соучредителем новой театральной группы «Ками» (Мы). Её постановка шекспировского «Гамлета» на малайском языке произвела сенсацию в театральных кругах.
В 1985 году совместно с приехавшим в Малайзию из Австралии актером и режиссёром Джо Хашамом создала первый в Малайзии постоянный профессиональный театр «Экторс Студио» (Студия актеров), имеющий в настоящее время несколько сценических площадок и Театральную академию.

## Оценка творчества
Театральный критик Эддин Ку писал: 
Фарида помогла расширить границы современного малайзийского театра и заложить основы его традиций.

## Награды
- Премия искусства камеронского чая БОХ «За жизнь, отданную искусству» (2004)
- Звание «Дато» от правителя штата Негри-Сембилан (2005)
- Звание «Почётный магистр Университета наук Малайзии» (2006)

## Семья
- Первый муж Лесли Давсон (с 1963 по 1969 гг).
- Второй муж Джо Хашам (с 1989 г.).
- Сын от первого брака Фероз Файсал Мерикан (Давсон) (1966—2012) был писателем.